# John Gill Shorter
John Gill Shorter, né le 23 avril 1818 à Monticello (Géorgie) et mort le 29 mai 1872 à Eufaula (Alabama), est un homme politique démocrate américain. Il est gouverneur de l'Alabama entre 1861 et 1863, pendant la guerre de Sécession.

## États confédérés d'Amérique
John G. Shorter participe au Congrès provisoire des États confédérés et est l'un des signataires de la Constitution provisoire des États confédérés. Il est l'un des délégués de l'État de l'Alabama.

## Sources
- (en) Cet article est partiellement ou en totalité issu de l’article de Wikipédia en anglais intitulé « John Gill Shorter » (voir la liste des auteurs).